# 亞比安 Chieftain
亞比安 Chieftain（Albion Chieftain）是英國蘇格蘭格拉斯哥的亞比安車廠推出的一款貨車底盤。

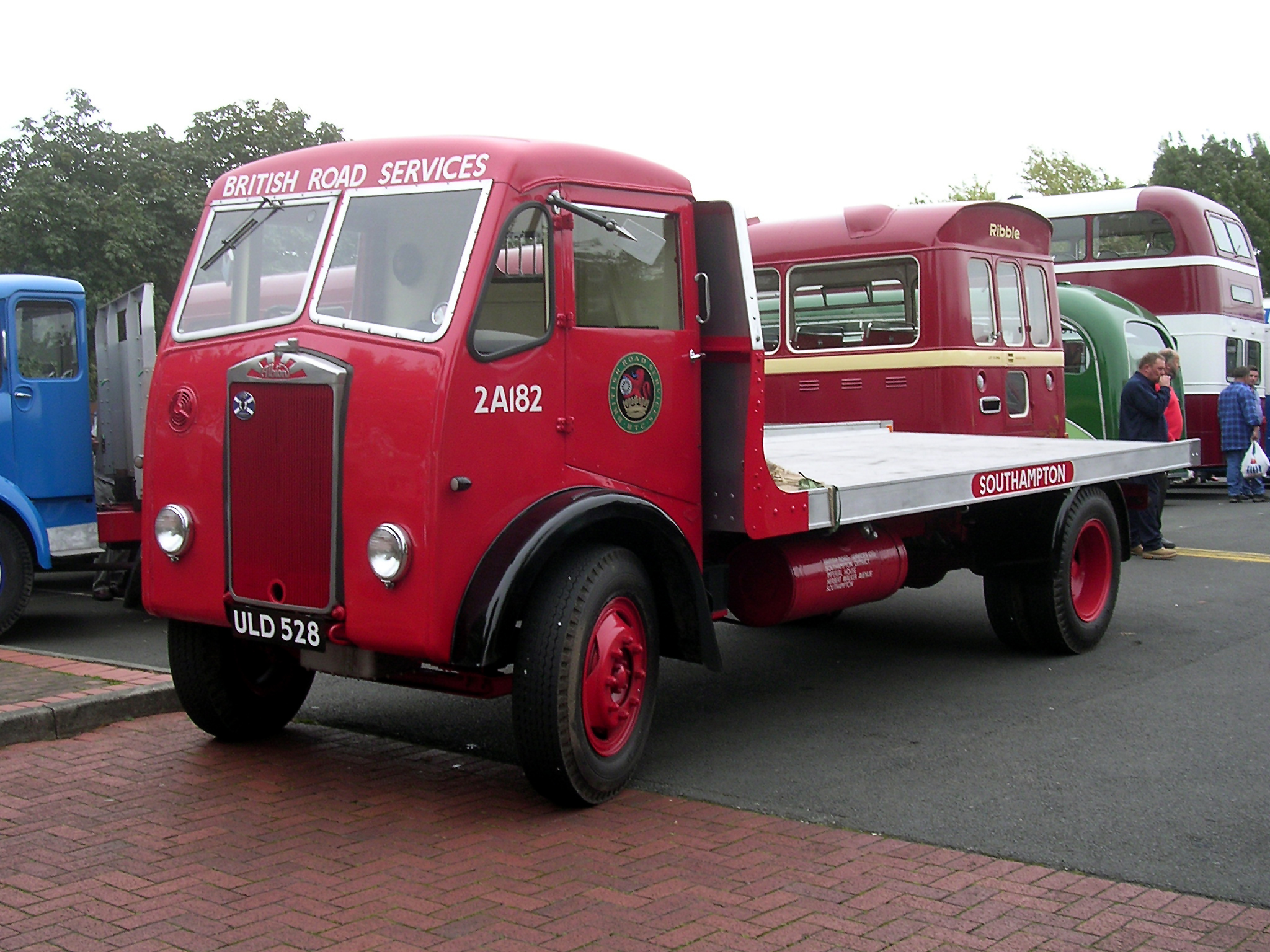
亞比安 Chieftain（貨車車身）

## 概要
這款貨車於1948年推出，是一款貨車底盤。早年型號為Chieftain FT，使用同廠的勝利者一樣的水箱罩。其後推出Super Six CH13A以取代FT系。另外，廠方曾推出過三軸及貨櫃車拖頭版本。

## 香港
九龍巴士於1965年引入了35部CH13AXL（P），當中的「P」字代表載客用底盤。這批巴士的軸距長13呎4吋，跟同廠的VT23L一樣配利蘭EO.370六汽缸引擎，連接四前速手動波箱，並以散件形式於香港裝嵌來自英國金屬部份的三十座位車身。巴士車門位於兩條車軸之後，並附有手動鋼管拉閘。
由於這些巴士擁有同廠的VT23L一樣的EO.370引擎，馬力達106匹，加上只有全車48人載客量及24呎10吋（7.34米）的短小車身，行走一些路窄彎多或需攀爬斜路的路線非常勝任，因此主力行走東九龍一些人口密集的山區路線，如來往慈雲山、樂意山及調景嶺等路線。在新界區則主要行走來往元朗至大埔墟的23號線（今日的64K線）、粉嶺至鹿頸的69號線。到了七十年代，九龍巴士推行一人控制巴士模式時，有數部CH13AXL被改裝，尾門被封閉。直至八十年代，香港大部份的道路已被改善，甚至新界大部份地區也足以容許雙層巴士行走，當中只有來往觀塘樂意山的19號線及來往調景嶺的90號線仍需依賴這款巴士，最後8輛也於1987年年底被豐田Coaster長車陣小型巴士取代而退役。
除了巴士外，九龍巴士當年也購入了數輛純貨車版本的CH13AXL Super Six貨車作為工程車用途；當後來部份CH13AXL巴士退役後，也被九龍巴士改裝為工程車，當中最早被改裝的AD7202，在投入服務6年後的1971年就被改裝了，改裝後車牌號碼也被改為AV5269。